# Euglossa perpulchra
Euglossa perpulchra är en biart som beskrevs av Jesus Santiago Moure och Schlindwein 2002. Euglossa perpulchra ingår i släktet Euglossa, tribus orkidébin, och familjen långtungebin. Inga underarter finns listade.

## Bildgalleri

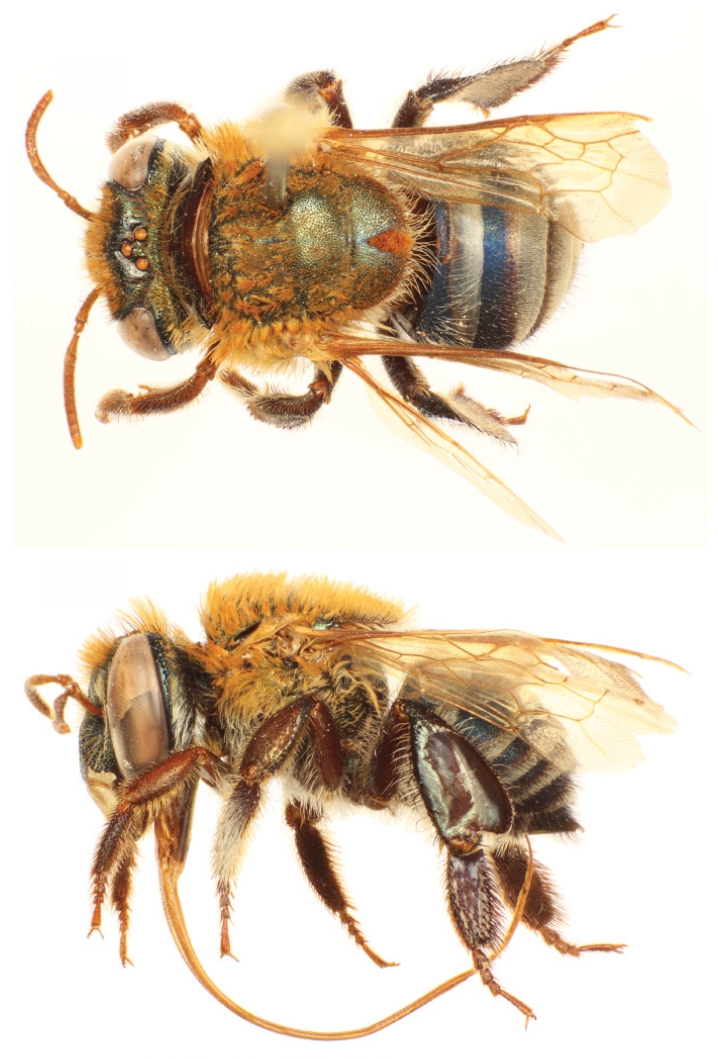
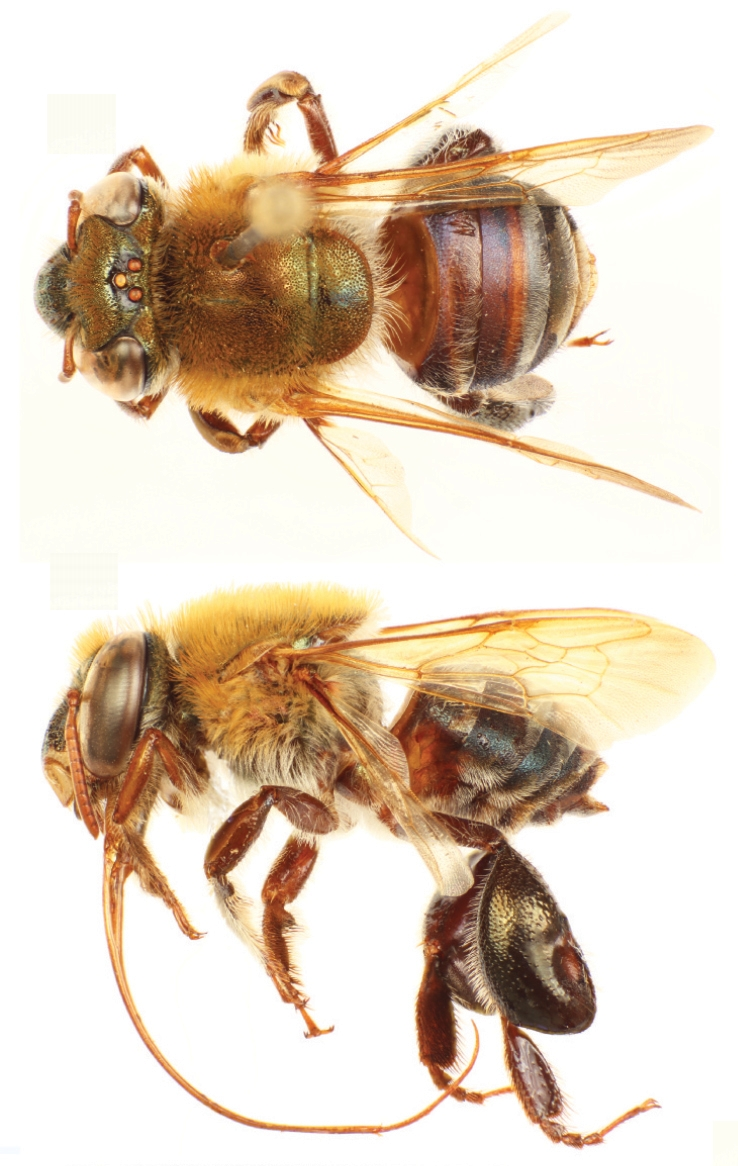